# أودين بيلي
أودين بيلي (بالإنجليزية: Odin Bailey) هو لاعب كرة قدم بريطاني في مركز الوسط، ولد في 8 ديسمبر 1999 في برمنغهام في المملكة المتحدة. لعب مع برمنغهام سيتي ونادي غلوستر سيتي.